# Великий Дальник
Вели́кий Дальни́к (до 04.01.1963 — Дальник) — село в Україні, в Одеському районі Одеської області. Адміністративний центр Великодальницької сільської громади. Населення становить 7655 осіб.

## Історія
Під час організованого радянською владою Голодомору 1932—1933 років померло щонайменше 129 жителів села.
Раніше існувало два села Дальник та Великий Дальник (окремо було село Дальник у Овідіопольському р-ні).

## Населення
Згідно з переписом 1989 року населення села становило 7926 осіб, з яких 3689 чоловіків та 4237 жінок.
За переписом населення 2001 року в селі мешкали 7672 особи.

### Мова
Розподіл населення за рідною мовою за даними перепису 2001 року:
| Мова       | Відсоток |
| ---------- | -------- |
| українська | 87,64 %  |
| російська  | 10,06 %  |
| молдовська | 1,18 %   |
| болгарська | 0,37 %   |
| вірменська | 0,21 %   |
| білоруська | 0,13 %   |
| румунська  | 0,05 %   |
| німецька   | 0,03 %   |
| гагаузька  | 0,01 %   |

## Відомі люди
- Безрук Дмитро Андрійович — український футболіст, воротар одеського «Чорноморця».
- Лисоконь Олександр Юрійович (1975—2014) — старший сержант МВУ України, учасник російсько-української війни.
- Майдан Руслан Леонідович — український футболіст.
- Перекрестов Олександр Якович (1923—1983) — повний кавалер ордена Слави.